# تومیکو وان
تومیکو وان (انگلیسی: Tomiko Van؛ زادهٔ ۹ ژانویهٔ ۱۹۷۹) بازیگر و خواننده پاپ اهل ژاپن است.